# كلنا موتى
كلّنا موتى (بالكورية: 지금 우리 학교는)؛ هو مسلسل زومبي كوري جنوبي، استنادًا إلى الويبتوون الذي يحمل اسم «الآن في مدرستنا» الذي ألفه جو دونج جيون، والذي تم نشره بين عامي 2009 و 2011، تم اصداره على شبكة نتفليكس في 28 يناير 2022.
حقق المسلسل أكثر من 474.26 مليون ساعة مشاهدة، في أول 30 يومًا على اصداره. في 6 يونيو 2022 ، تم تجديد المسلسل للموسم الثاني.

## القصة
تصبح مدرسة ثانوية مهد تفشي فيروس زومبي وذلك بسبب مدرس علوم قام بتجربة ولكنها فشلت وتسببت بفيروس الزومبي ومن بعدها الزومبي ويبدأون بمهاجمة المدرسة والمدينة بأكملها وتحويلهم الى زومبي، فيتعين على الطلاب المحاصرين القتال للعثور على مخرج للحفاظ على حياتهم.أو ينتهي الحال بالتحول إلى مصابين بالعدوى سريعة الانتشار ويصبحون الموتى الاحياء.

## طاقم
- يون تشان يونج بدور تشونج سان.[12]
- بارك جي هوو في دور أون جو
- تشو يي هيون بدور نام را
- بارك سولومون بدور لي سو هيوك
- يوو ان سوو بدور يون جوي نام

## الإنتاج

### صناعة
في 12 أبريل 2020، أعلنت نتفليكس من خلال بيان صحفي أن جي تي بي سي إستوديوز وشركة كيم جونغ هاك للإنتاج، سينتجان سلسلة أصلية تسمى «كلنا موتى» استنادًا إلى الويبتون الشهير الذي يحمل اسم «الآن في مدرستنا».

### طاقم
في 19 أبريل 2020، تم تأكيد يون تشان يونغ على أنه هو بطل المسلسل كواحد من الطلاب. انضمت بارك جي سو إلى فريق التمثيل الرئيسي في 22 أبريل. في 1 يوليو، انضم إليهم رسميًا كل من جو يي هيون، بارك سولومون، يو إن سو.

### تصوير
تم تعليق الإنتاج مؤقتًا في أغسطس 2020، بسبب انتشار COVID-19 في كوريا الجنوبية.

## روابط خارجية
- كلنا موتى على موقع IMDb (الإنجليزية)
- كلنا موتى على موقع ميتاكريتيك (الإنجليزية)
- كلنا موتى على موقع روتن توميتوز (الإنجليزية)
- كلنا موتى على موقع نتفليكس (الإنجليزية)
- كلنا موتى على موقع فيلمافينيتي (الإسبانية)
- كلنا موتى على موقع كينوبويسك (الروسية)
- كلنا موتى على موقع ألو سيني (الفرنسية)
- كلنا موتى على موقع قاعدة بيانات الفيلم (الإنجليزية)
- كلنا موتى على هانسينما